# Liste der denkmalgeschützten Objekte in Heldenberg
Die Liste der denkmalgeschützten Objekte in Heldenberg enthält die 14 denkmalgeschützten, unbeweglichen Objekte der Gemeinde Heldenberg.

## Denkmäler
| Foto |                 | Denkmal                                                                    | Standort                                             | Beschreibung | Metadaten |
| ---- | --------------- | -------------------------------------------------------------------------- | ---------------------------------------------------- | --- | --- |
| ja   | Datei hochladen | Kath. Filialkirche hll. Philipp und Jakob HERIS-ID: 16041 Objekt-ID: 12295 | bei Blumengasse 2 Standort KG: Glaubendorf           | In den Jahren 1865–1866 wurde ein mittelalterlicher Vorgängerbau zur heutigen neugotischen Kirche umgebaut bzw. erweitert. | BDA-Hist.: Q37806486 Status: § 2a Stand der BDA-Liste: 2025-06-30 Name: Kath. Filialkirche hll. Philipp und Jakob GstNr.: 1 Pfarrkirche Glaubendorf |
| ja   | Datei hochladen | Figur heiliger Florian HERIS-ID: 16043 Objekt-ID: 12297                    | Parkstraße 14, in der Nähe Standort KG: Glaubendorf  | Auf einem Volutensockel neben der Kirche steht die im Jahre 1780 errichtete Figur des hl. Florian. | BDA-Hist.: Q37806527 Status: § 2a Stand der BDA-Liste: 2025-06-30 Name: Figur heiliger Florian GstNr.: 2540/31                                      |
| ja   | Datei hochladen | Friedhofsportal HERIS-ID: 16044 Objekt-ID: 12298                           | Pfarrhofgasse 21, nördlich Standort KG: Glaubendorf  | Der ursprünglich am heutigen Kirchenplatz gelegene Friedhof wurde in den Jahren 1816/17 an den heutigen Standort verlegt. Beim Bau des Friedhofsportals wurden 2 Grabsteine des ursprünglichen Friedhofs verwendet. Der linke Grabstein ist aus dem Jahre 1773, der rechte aus dem Jahre 1704. | BDA-Hist.: Q37806539 Status: § 2a Stand der BDA-Liste: 2025-06-30 Name: Friedhofsportal GstNr.: 94                                                  |
| ja   | Datei hochladen | Gnadenstuhl, Pest-/Dreifaltigkeitssäule HERIS-ID: 16045 Objekt-ID: 12299   | Polstergraben 2 Standort KG: Glaubendorf             | Die Figurengruppe Gnadenstuhl auf toskanischer Säule mit Postament ist mit 1777 bezeichnet. | BDA-Hist.: Q37806556 Status: § 2a Stand der BDA-Liste: 2025-06-30 Name: Gnadenstuhl, Pest-/Dreifaltigkeitssäule GstNr.: 94                          |
| ja   | Datei hochladen | Mariensäule, Mater Dolorosa HERIS-ID: 16032 Objekt-ID: 12286               | Florianigasse 2, gegenüber Standort KG: Großwetzdorf | Bildsäule mit barocker Statue Mater Dolorosa. | BDA-Hist.: Q37806331 Status: § 2a Stand der BDA-Liste: 2025-06-30 Name: Mariensäule, Mater Dolorosa GstNr.: 1274/2                                  |
| ja   | Datei hochladen | Bildstock HERIS-ID: 16033 Objekt-ID: 12287                                 | Standort KG: Großwetzdorf                            | Tabernakelpfeiler aus dem 16./17. Jahrhundert mit spitztonnigem Lichthäuschen auf abgefastem Pfeilerkubus. | BDA-Hist.: Q37806363 Status: § 2a Stand der BDA-Liste: 2025-06-30 Name: Bildstock GstNr.: 1444/2                                                    |
| ja   | Datei hochladen | Kath. Pfarrkirche hl. Thomas HERIS-ID: 16035 Objekt-ID: 12289              | Kirchenplatz 3, gegenüber Standort KG: Großwetzdorf  | Barockisierte ursprünglich gotische aus dem Jahre 1519 stammende Kirche. | BDA-Hist.: Q37806389 Status: § 2a Stand der BDA-Liste: 2025-06-30 Name: Kath. Pfarrkirche hl. Thomas GstNr.: 1 Pfarrkirche Großwetzdorf             |
| ja   | Datei hochladen | Friedhofskreuz HERIS-ID: 16036 Objekt-ID: 12290                            | Kirchenplatz 8, neben Standort KG: Großwetzdorf      | Auf Volutensockel aus dem Jahre 1784 errichtetes Kruzifix mit Maria Magdalena. | BDA-Hist.: Q37806434 Status: § 2a Stand der BDA-Liste: 2025-06-30 Name: Friedhofskreuz GstNr.: 13/1                                                 |
| ja   | Datei hochladen | Pietà HERIS-ID: 16031 Objekt-ID: 12285                                     | Standort KG: Kleinwetzdorf                           | Der Errichter und der Zweck der Errichtung sind nicht bekannt. Vermutlich stand die Säule an der alten Reichsstraße Richtung Baumgarten am Wagram. | BDA-Hist.: Q37806316 Status: § 2a Stand der BDA-Liste: 2025-06-30 Name: Pietà GstNr.: 369/3 Pieta Kleinwetzdorf                                     |
| ja   | Datei hochladen | Heldenberg HERIS-ID: 16030 Objekt-ID: 12284                                | Heldenbergstraße 50 Standort KG: Kleinwetzdorf       | Im Gedenken an die siegreichen Feldzüge der Österreichischen Armeen in Ungarn und Italien wurde im Jahre 1849 diese Gedenkstätte angelegt. | BDA-Hist.: Q1497537 Status: Bescheid Stand der BDA-Liste: 2025-06-30 Name: Heldenberg GstNr.: 277 Gedenkstätte Heldenberg                           |
| ja   | Datei hochladen | Burg-/Schlosskapelle HERIS-ID: 25049 Objekt-ID: 21464                      | Schlossallee 1 Standort KG: Kleinwetzdorf            | Im Jahre 1726 wurde das aus der Mitte des 16. Jahrhunderts stammende Schloss Wetzdorf um die Schlosskapelle erweitert. | BDA-Hist.: Q37889778 Status: Bescheid Stand der BDA-Liste: 2025-06-30 Name: Burg-/Schlosskapelle GstNr.: 43                                         |
| ja   | Datei hochladen | Kath. Pfarrkirche hl. Martin HERIS-ID: 16040 Objekt-ID: 12294              | Oberthern 68, neben Standort KG: Oberthern           | Barocke Kirche aus dem Jahre 1738 mit spätgotischem Chor und Südturm. Mehrfach aus- und umgebaut hat sie im Jahre 1960 durch die hinzugefügte Giebelmauer für das Satteldach des nördlichen Erweiterungsbaues sowie einen Portalvorbau ihr heutiges Aussehen erhalten.                         | BDA-Hist.: Q37806473 Status: § 2a Stand der BDA-Liste: 2025-06-30 Name: Kath. Pfarrkirche hl. Martin GstNr.: .7 Pfarrkirche Oberthern               |
| ja   | Datei hochladen | Pfarrhof HERIS-ID: 16039 Objekt-ID: 12293                                  | Oberthern 44 Standort KG: Oberthern                  | Zweigeschoßiges Gebäude mit Walmdach | BDA-Hist.: Q37806458 Status: § 2a Stand der BDA-Liste: 2025-06-30 Name: Pfarrhof GstNr.: 1638/1                                                     |
| ja   | Datei hochladen | Glockenturm HERIS-ID: 16038 Objekt-ID: 12292                               | Unterthern 12, vor Standort KG: Unterthern           | Glockenturm aus der 2. Hälfte des 19. Jahrhunderts. | BDA-Hist.: Q37806447 Status: § 2a Stand der BDA-Liste: 2025-06-30 Name: Glockenturm GstNr.: 1210/5 Glockenturm Unterthern                           |